# Nettapus
Genre
Le genre Nettapus (les anserelles) comprend trois espèces d'oiseaux aquatiques de la famille des Anatidae.

## Liste des espèces
Selon la classification de référence du Congrès ornithologique international (version 15.1, 2025) :
- Nettapus auritus (Boddaert, 1783) — Anserelle naine ;
- Nettapus coromandelianus (Gmelin, JF, 1789) — Anserelle de Coromandel ;
- Nettapus pulchellus Gould, 1842 — Anserelle élégante.

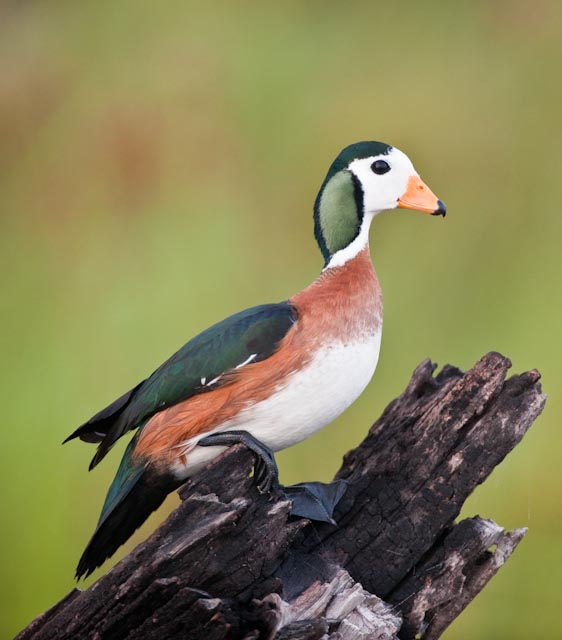
Nettapus auritus
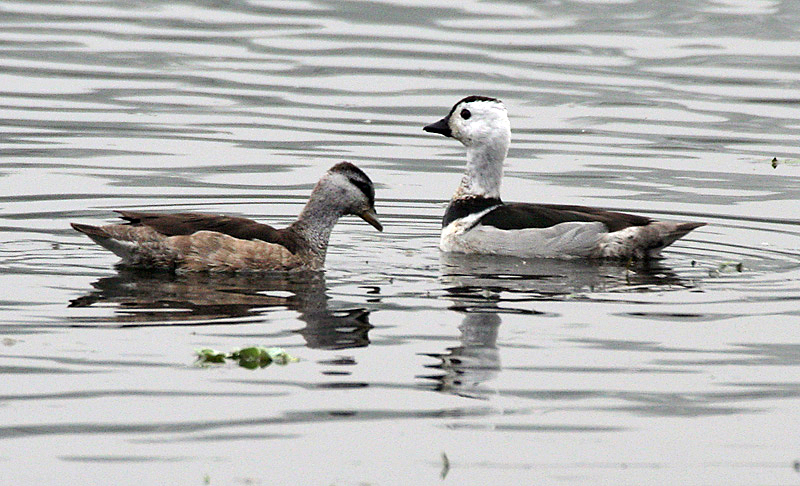
Nettapus coromandelianus
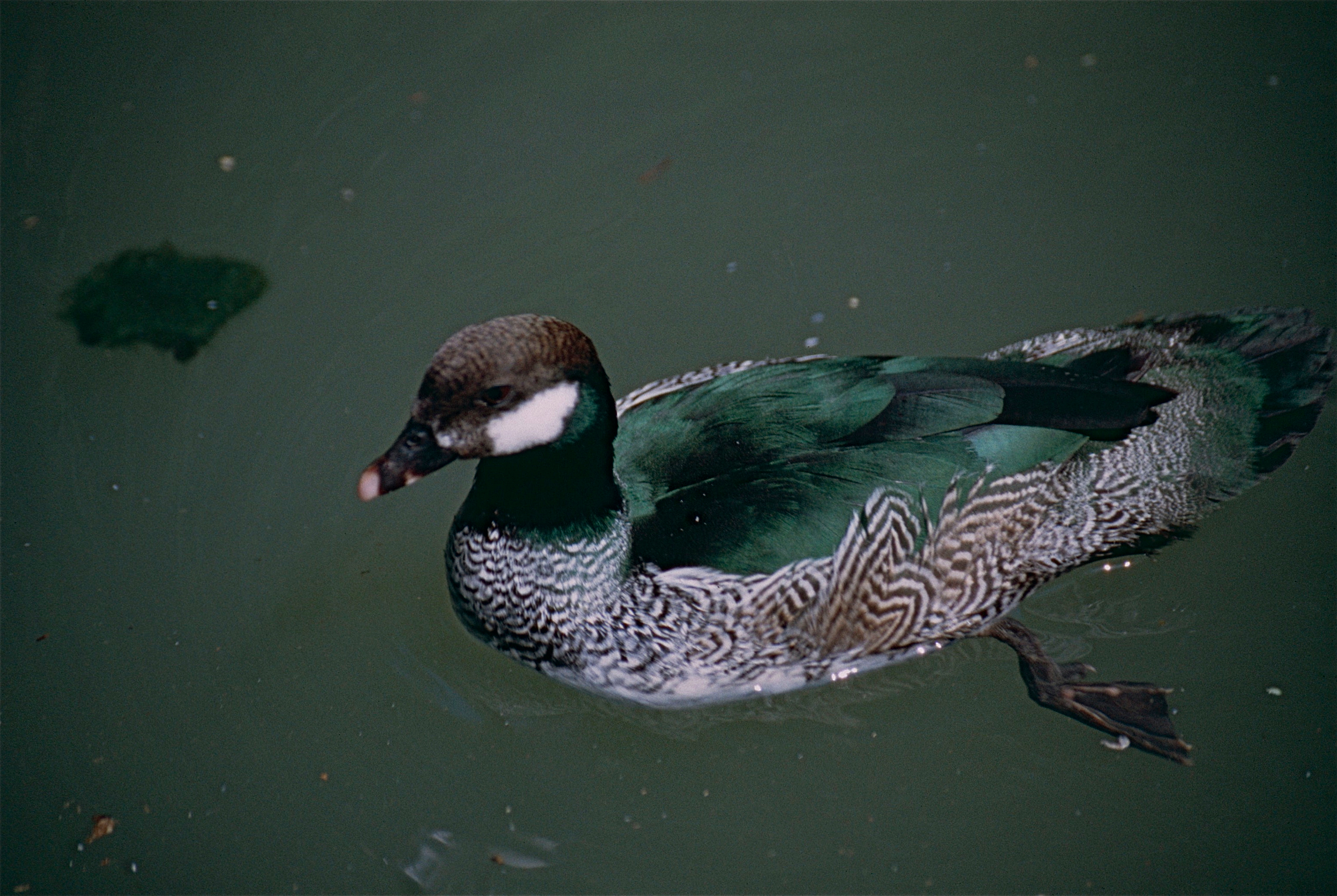
Nettapus pulchellus